# 35-ös busz (Veszprém)
A veszprémi 35-ös jelzésű autóbusz Autóbusz-állomás és Csererdő között közlekedett. A vonalat az Északnyugat-magyarországi Közlekedési Központ üzemeltette.

## Története
Veszprém helyi járatának új szolgáltatója a V-Busz 2019. január 1-jétől nem üzemelteti tovább a vonalat, így az autóbuszvonalnak 2018. december 28-án volt az utolsó üzemnapja.

## Útvonala
| Csererdő felé | Autóbusz-állomás felé |
| --- | --- |
| Autóbusz-állomás – Jutasi út – Munkácsy Mihály utca – Kálvin János park – Haszkovó utca – Jutasi út – Házgyári út – Henger utca – Házgyári út – Csererdei út – Csererdő | Csererdő – Csererdei út – Házgyári út – Henger utca – Házgyári út – Jutasi út – Haszkovó utca – Kálvin János park – Munkácsy Mihály utca – Jutasi út – Autóbusz-állomás |

## Megállóhelyei
| 0  | 0  | Autóbusz-állomás végállomás | 17 | 1, 2, 3, 4, 7, 12, 13, 19, 22, 23, 24, 27, 50 Helyközi buszok Távolsági járatok |
| 2  | ∫  | Petőfi Sándor utca          | 15 | 1, 2, 3, 4, 7, 13, 19, 27                                                       |
| ∫  | 3  | Jutasi úti lakótelep        | ∫  | 1, 2, 18 Helyközi buszok                                                        |
| 4  | ∫  | Munkácsy Mihály utca        | 13 | 4, 7, 13, 18, 19, 27                                                            |
| 6  | ∫  | Haszkovó utca               | 11 | 3, 4, 7, 11, 18, 19, 27, 32                                                     |
| 7  | ∫  | Laktanya                    | 10 | 1, 2, 4, 11, 32                                                                 |
| 8  | 4  | Aulich Lajos utca           | ∫  | 1, 2, 4, 11, 32 Helyközi buszok                                                 |
| 9  | ∫  | Jutaspuszta elágazás        | 8  | 1, 32                                                                           |
| 10 | ∫  | Komfort                     | 7  | 1, 32 Helyközi buszok                                                           |
| 11 | ∫  | AGROKER                     | ∫  | 1, 32                                                                           |
| 12 | ∫  | Posta Garázs                | 6  | 1, 32                                                                           |
| 13 | 7  | Házgyár                     | 2  | 3, 32, 34 Helyközi buszok                                                       |
| 15 | 8  | Valeo                       | 3  | 3, 32, 34 Helyközi buszok                                                       |
| 17 | 9  | Bakony Művek                | 1  | 3, 32, 34 Helyközi buszok                                                       |
| 18 | 10 | Csererdő végállomás         | 0  | 3, 32, 34                                                                       |